# The Inc. Records
The Inc. Records (inizialmente conosciuta come Murder Inc.), fondata nel 1997.

## Storia
Si tratta di un'etichetta discografica hip hop, di proprietà del produttore discografico Irv Gotti. La label produce artisti tra quelli di maggiore successo nell'hip hop e nel R&B, come Ja Rule, Ashanti, Caddillac Tah, Vita (fondatrice), Charli Baltimore (fondatrice), Black Child e Lloyd (fondatore). La Murder Inc. è la responsabile del lancio della carriera di Ashanti, così come del ritorno sulla scena principale della musica per artisti come Charli Baltimore e Bobby Brown nel 2002, entrambi presenti in due hit di Ja Rule: rispettivamente "Thug Lovin'" e "Down Ass Chick".
L'etichetta pubblica i suoi prodotti attraverso la distribuzione della Def Jam Records, mantenendo il controllo dei diritti d'autore e delle registrazioni originali. Il primo colpo commerciale dell'etichetta arriva nel 1999 con il disco di Ja Rule Venni Vetti Vecci che diventerà più volte disco di platino. Gli artisti scritturati vanno aumentando da quel momento, andando ad includere anche l'R&B con l'arrivo di Ashanti nel 2002, mentre Lil' Mo della Elektra Records nel periodo è una assidua collaboratrice degli artisti della Murder Inc., partecipando a due famosi duetti con Ja Rule: "Put It On Me" e "I Cry". Alla fine del 2002, le collaborazioni diminuiscono di frequenza, ed il suo posto viene progressivamente preso da Ashanti.
Il 14 novembre 2003 Gotti decide di abbreviare il nome della label in "The Inc." per aumentare la presa sui canali televisivi musicali e sui negozi di musica che non gradivano molto la presenza della denominazione dell'etichetta della parola "Murder" ("omicidio"). Nel 2004, l'etichetta viene posta sotto investigazione per un presunto riciclaggio di denaro proveniente dal traffico di droga di Kenneth "Supreme" McGriff, ma le accuse non vengono provate. Irv segna per la casa discografica tre nuovi artisti: Kayoz, Newz, Harry-o.

## Origine del nome
In realtà Murder Inc., prima di essere il nome di un gruppo musicale e successivamente dell'etichetta discografica, era il nome di un gruppo di killer assoldati dalle mafie statunitensi negli anni '40. Jay-Z, Ja Rule e DMX furono i membri del gruppo Murder Inc.. Ma a seguito di programmi in conflitto tra loro, della fortunata carriera solista di Ja Rule e la successiva tensione tra DMX and Jay-Z, il progetto musicale non vide mai la luce trasformandosi successivamente in un concetto legato alla casa discografica.